# Luca Beccaro (pallavolista)
Luca Beccaro (Camposampiero, 25 gennaio 1988) è un pallavolista italiano.
Gioca nel ruolo di palleggiatore nel Volley Tricolore Reggio Emilia.

## Carriera
La carriera di Luca Beccaro inizia nel 2007 quando entra a far parte del Sempre Volley di Padova, nella squadra che disputa il campionato di Serie C; nella stagione 2008-09 passa al Bibione Mare Volley, in Serie B1, mentre nella stagione successiva è a La Fenice Volley Isernia, con cui fa il suo esordio nella pallavolo professionistica, disputando la Serie A2: resta legato al club molisano per due annate.
Nella stagione 2011-12 torna in Serie B1 con l'Almamater Pallavolo di Casandrino, categoria dove milita anche nella stagione seguente con la VBA Olimpia Sant'Antioco. Per il campionato 2013-14 viene ingaggiato dall'Argos Volley di Sora in Serie A2.
Nella stagione 2014-15 esordisce in Serie A1 con il ritorno alla squadra padovana, che nel frattempo a mutato nome in Pallavolo Padova. Per il campionato 2015-16 è in Serie B1 vestendo la maglia del Marconi Volley Spoleto, con il quale conquista la promozione in Serie A2, categoria dove milita nella stagione successiva con il Volley Tricolore Reggio Emilia.